# Подорож Оссіана
«Подорож Оссіана» (англ. Ossian's Ride) — науково-фантастичний роман британського письменника Фреда Гойла, виданий 1959 року.

## Сюжет
У 1970-х роках цієї історії Ейре стала авторитарною поліційною державою, дещо прийнятною для населення з величезним багатством, що витікає із секретної та забороненої наукової зони, що займає величезну територію Південного Заходу. Тут заснована таємнича «Промислова корпорація Ейре», яка випустила низку нових технологій. Її загадкові засновники не ірландці: вони оселилися там і протистоять всім спробам з'ясувати, хто вони. Молодий британський учений погоджується вирушити в ролі шпигуна, щоб з'ясувати, що відбувається насправді.
Хоча видавництво визначило роман як наукова фантастика, основна частина роману більше схожа до стилю трилера, в традиції Джона Бакена, оскільки Кембридзький герой бореться з дикими ірландськими пейзажами, групою кровожерливих бандитів-убивць і таємними поліціянтами.
Поява наукової фантастики обмежується в романі практично останньою главою і передбачає ті мотиви Гойла, які він описав в «До Андромеди», хоча й набагато швидше. Також слід зазначити, що молодий герой, схоже, прийшов до сприйняття поняття авторитарного суспільства, яким керує декілька самопроголошених «суперменів».
Посилання на міфічного ірландського героя Оссіаном є периферійним для сюжету і пояснюється наприкінці твору.

## Відгуки
Рецензент Galaxy Флойд С. Гейл оцінив роман п'ятьма зірками, стверджуючи, що майстерність Гойла «з моменту його першої спроби надзвичайно покращилась» («Чорна хмара», 1957); він назвав роман «наукою-таємничою-шпигунською історією, яка не має явного попередника в репертуарі НФ ([наукової фантастики])».